# Annette Ahme
Annette Ahme (* 31. Oktober 1957 in Backnang) ist eine deutsche Historikerin und ehemalige Politikerin (Alternative Liste für Demokratie und Umweltschutz (AL), später in Bündnis 90/Die Grünen aufgegangen) im Abgeordnetenhaus von Berlin.

## Ausbildung
Annette Ahme wurde als drittes von vier Kindern in Backnang geboren und wuchs in Wolfstein (Rheinland-Pfalz) auf. Nach dem Abitur am Altsprachlichen Gymnasium in Kaiserslautern ging sie 1976 für ein Jahr als Au-pair-Mädchen nach Nizza (Frankreich) und studierte im Anschluss Germanistik in Marburg und Berlin. Ihr Zweitstudium der Alten und Neueren Geschichte sowie der Alten Sprachen schloss sie 1994 an der TU Berlin ab.

## Politische Arbeit
Ahme baute von 1977 bis 1982 kontinuierlich den Mieterrat Chamissoplatz in Berlin-Kreuzberg mit auf und forcierte die Besetzung der Hinterhäuser, die laut Sanierungsstrategie des Berliner Senats abgerissen werden sollten. Für die Alternative Liste für Demokratie und Umweltschutz (AL) war sie in den Jahren 1981 bis 1989 gemäß dem damaligen Rotationsprinzip jeweils in 2-Jahres-Intervallen zweimal in der Bezirksverordnetenversammlung (BVV) Kreuzberg und von 1985 bis 1987 mit einem Mandat im Abgeordnetenhaus von Berlin vertreten. Als Baureferentin und Pressesprecherin der Partei setzte sie sich u. a. für den Erhalt der Mietpreisbindung in Berlin ein.
Ahme spielte mit dem Gedanken, eine eigene Partei zu gründen, „die die Betonung auf das Aussehen der Stadt legt und das Leben darin, auf Verkehr, Wohnen, Arbeiten, Leben“. 2001 kandidierte sie als Mitglied der Statt Partei erfolglos für das Berliner Parlament.

## Ehrenamtliches Engagement
Gemeinsam mit ihrem Mann, dem Architekten und Denkmalschützer Helmut Maier, führte sie ab 1995 in allen Berliner Stadtteilen Bürgerbegehren für die historische Mitte durch und stärkte den Verein Gesellschaft Historisches Berlin, deren Vorsitzende und Geschäftsführerin sie war, von 23 auf fast 3000 Mitglieder. Ziele waren zum Beispiel der Wiederaufbau des Berliner Schlosses und der Bauakademie, die Wiederherstellung der historischen Rathausbrücke und Widerstand gegen das „Verschandeln“ der Museumsinsel durch Neubauten.
Annette Ahme war an der Gründung des Aktiven Museums (1983), der Max-Liebermann-Gesellschaft (1995) und der Heinrich-Zille-Gesellschaft (1999) beteiligt und ist Vorstandsmitglied vom Förderkreis Denkmal für die ermordeten Juden Europas.
Große mediale Aufmerksamkeit erzeugte sie 2018 mit einer 77 Tage währenden Demonstration gegen den Bau der „Einheitswippe“, wobei sich der Protest nicht gegen das Denkmal selbst, sondern nur gegen einen Standort vor dem Berliner Stadtschloss richtete und stattdessen den Platz der Republik vorschlug.